# Западни Фуладу
Западни Фуладу је једна од шест области округа Средња Река у Гамбији.
13° 30′ N 14° 45′ W / 13.500° С; 14.750° З